# Bad Boy (레드벨벳의 노래)
〈Bad Boy〉는 대한민국 걸 그룹인 레드벨벳의 노래로, 2018년 1월 29일 SM엔터테인먼트에서 음악과 뮤직비디오, 앨범이 함께 공개되었다. 노래는 The Perfect Red Velvet의 싱글로 발매되었다. 유영진, Maxx Song, Whitney Phillips 작곡가가 곡을 만들었고, the Stereotypes 가 프로듀싱에 참여했다. "Bad Boy"는 컨템퍼러리 알앤비 곡에 힙합의 요소가 가미된 노래로, 신시사이저 멜로디와 무거운 바스 음을 가지고 있다.
Bad Boy는 대한민국과 해외에서 뮤직비디오, 음악과 연출, 그리고 레드벨벳이 이전에 시도해보지 않았던 섹시한 컨셉으로의 전환에 대해 칭찬했다. Bad Boy는 빌보드의 "2018년 최고의 노래 100: 비평가들의 픽"의 순위권에 들었고, "2018년 최고의 K-Pop 노래 20: 비평가들의 픽"에서 1위를 했는데, 걸그룹의 곡이 1위를 한 것은 레드벨벳이 처음이다. 데이즈드에서도 Bad Boy는 "2018년 최고의 K-pop 노래 20"의 순위권에 들었다. 상업적으로도 대한민국과 해외에서 성공을 거뒀는데, 가온 다운로드 차트에서는 1위를, 가온 디지털 차트에서는 2위를 했다. 빌보드의 월드 디지털 송즈에서는 2위를 했다. 2019년 기준으로, 미국에서는 약 500,000매가 발매되었고, 유튜브에서는 2억 3,300만회의 조회수를 기록했다. 레드벨벳은 캐나다 핫 100에 처음 이름을 등재했는데, 대한민국 아티스트로써는 7번째이고, 대한민국 걸그룹으로써는 3번째이다. 일본, 말레이시아, 싱가포르의 차트 순위권에도 진입했다. 레드벨벳은 이 곡을 2018년 남북 문화 교류의 일부인 봄이 온다에서 빨간 맛 (Red Flavor)과 함께 공연했다.